# 3860 Plovdiv
A 3860 Plovdiv (ideiglenes jelöléssel 1986 PM4) a Naprendszer kisbolygóövében található aszteroida. Eric Walter Elst és Ivanova Elst fedezte fel 1986. augusztus 8-án.